# Havsström

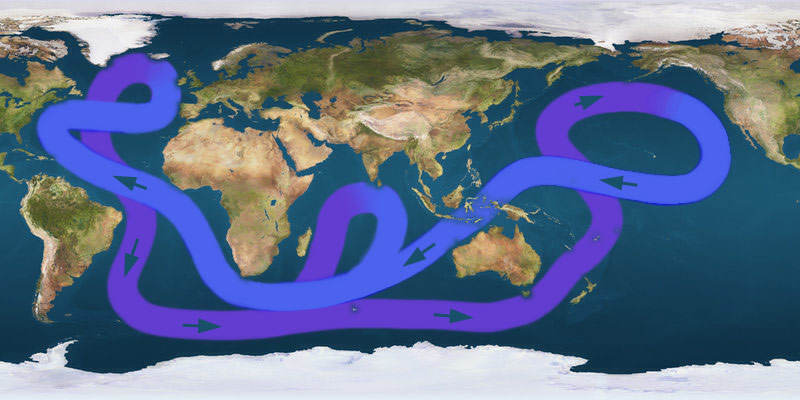
Förenklad bild av den termohalina cirkulationen i världshaven. Kalla djuphavsströmmar med hög salthalt rör sig åt öster (lila) och ytliga havsströmmar med lägre salthalt åt väster (blå).

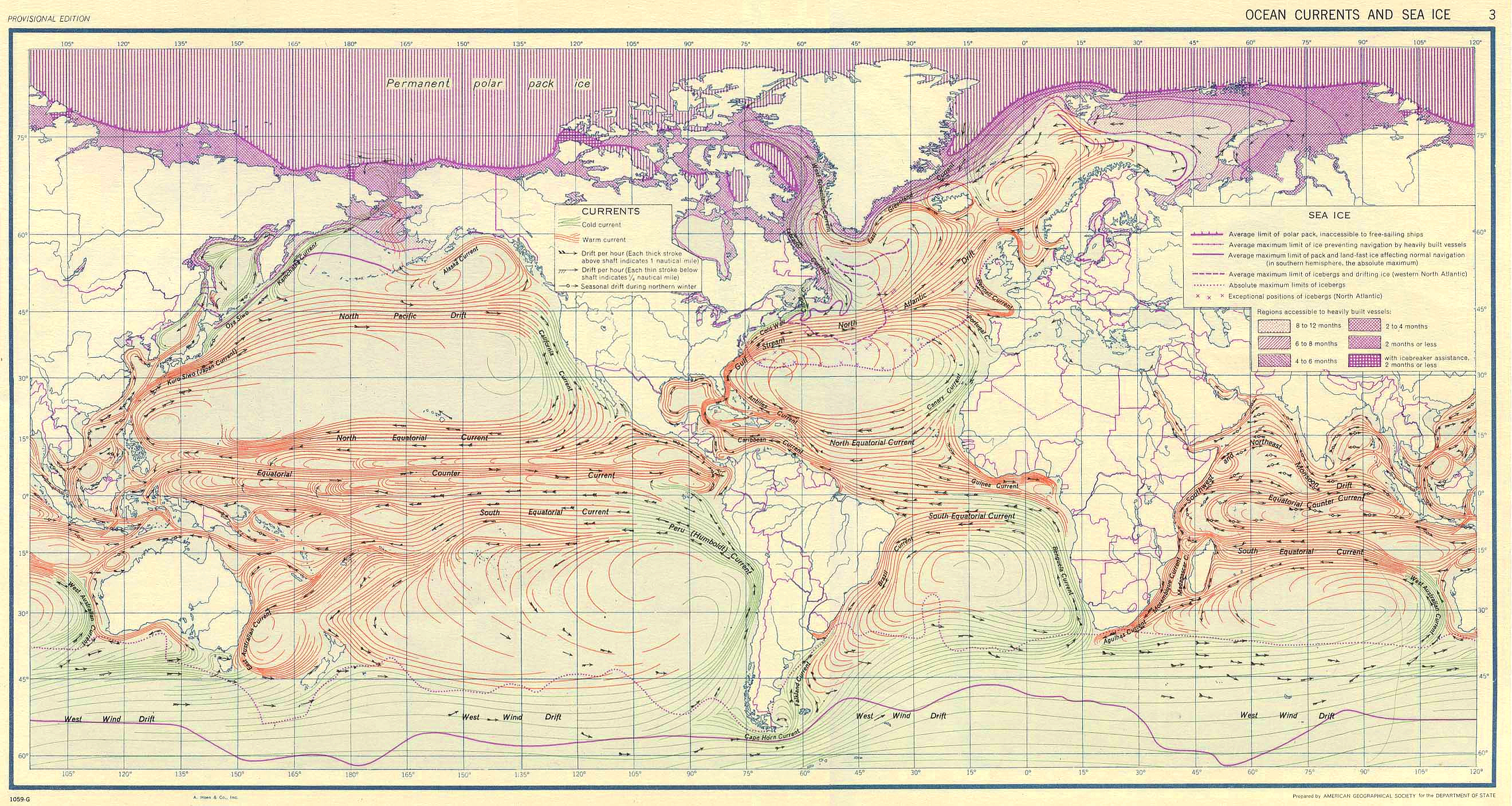
Havsströmmar.

En havsström är en mer eller mindre regelbunden rörelse av havsvatten i någon av jordens hav eller oceaner. Havsströmmar kan vara tusentals kilometer långa och har mycket stor betydelse för klimatet och ekosystemen. Till exempel gör Golfströmmen att klimatet är betydligt varmare i nordvästra Europa liksom Californiaströmmen gör klimatet på Hawaii betydligt svalare jämfört med andra regioner på motsvarande breddgrader.
 Det finns tre huvudsakliga krafter som skapar havsströmmar: vinden, skillnader i vattendensitet och tidvattenströmmar (månens och solens påverkan)

## Vinddrivna havsströmmar
Den kraft som är mest betydelsefull för de stora ytliga havsströmmarna är vinden. Vinden påverkar havsytan genom direkt friktion i vindriktningen, men corioliseffekten gör att den här vattenrörelsen inte fortplantas i samma riktning ned i djupare vattenskikt. Vattenrörelsen avlänkas vinkelrätt mot vindriktningen, till höger på Norra halvklotet och till vänster på Södra halvklotet. Rörelsen sker i ett 10–200 meter djupt lager, ekmanskiktet, och kallas ekmantransport.
De ytliga havsströmmarna på global skala bestäms av hur ekmantransporterna konvergerar eller divergerar. Ett exempel är de system av strömmar och vindar som finns i de subtropiska delarna av oceanerna. Strax norr om ekvatorn skapar passadvinden en ekmantransport norrut, och i norr skapar västliga vindar en ekmantransport söderut. Den här konvergensen kallas ekmanpumpning och leder till en ansamling av vattenmassor i den subtropiska konvergenszonen, som i sin tur genererar en utåtriktad tryckgradient. Tryckgradienten påverkas av corioliseffekten och ger upphov till de stora, anticyklonala subtropiska oceanvirvlar som finns norr om ekvatorn i Stilla havet och Atlanten. Samma krafter verkar även söder om ekvatorn, men med omvänd rotationsriktning. I subarktiska regioner divergerar ekmantransporterna, vilket ger cyklonala virvlar.
De subtropiska oceanvirvlarna är inte symmetriska. Randströmmarna längs den västra randen av havsbassängen är smalare, djupare och kraftigare än de östra, vilket beror på västintensifiering. Exempel på västintensifierade randströmmar är Brasilianska strömmen och Kuroshio utanför Japan. Havsströmmarna ute i öppna havet och i öster är oftast breda, grunda och långsamma, och kallas ibland drifter. Exempel på sådana strömmar är Nordatlantiska driften och Humboldtströmmen.

## Densitetsdrivna havsströmmar
Djupa havsströmmar drivs huvudsakligen av skillnader i densitet, som beror på förändringar av vattnets salinitet och temperatur. När vattnets densitet ökar som en följd av avkylning och tillförsel av smältvatten på högre latituder sjunker det mot botten. Denna produktion av djupvatten sker endast på ett begränsat antal platser i Nordatlanten och vid Antarktis. Det sjunkande djupvattnet skapar undervattensfloder utefter på havsslätterna, och ersätts med varmare och lättare vatten från ekvatorn. Systemet kallas för den termohalina cirkulationen eller det termohalina transportbandet. I princip transporterar cirkulationen kallt vatten österut på större djup, med ett ytligare returlopp av varmare vatten i västlig riktning.

## Havsströmmarnas kulturella betydelse
För människan har kunskap om havsströmmarna stor betydelse eftersom den kan reducera sjöfartens tranportkostnader kraftigt. Historiskt har denna kunskap haft ännu större betydelse eftersom strömmarna starkt påverkade segelfartygens rutter. Till exempel förhindrade länge Agulhasströmmen portugiserna från att nå Indien. Ännu idag väljer världsomseglare sina rutter efter havets strömmar.

## Lista över havsströmmar
- Norra ishavet
  - Norska strömmen
  - Östra Grönlandsströmmen

- Atlanten
  - Angolaströmmen
  - Antillerströmmen
  - Baltiska strömmen
  - Brasilianska strömmen
  - Irmingerströmmen
  - Jutska strömmen
  - Kanarieströmmen
  - Kap horn-strömmen
  - Karibiska strömmen
  - Falklandsströmmen
  - Golfströmmen
  - Guyanaströmmen
  - Labradorströmmen
  - Nordatlantiska driften (Nordatlantiska strömmen, Nordatlantiska västvinddriften)
  - Nordbrasilianska strömmen
  - Norra ekvatorialströmmen
  - Norska strömmen
  - Norska kustströmmen
  - Portugalströmmen
  - Södra ekvatorialströmmen
  - Sydatlantiska strömmen
  - Spetsbergen-strömmen (?)
  - Västra grönlandsströmmen
  - Västvinddriften
  - Östra Grönlandsströmmen

- Stilla havet
  - Oyashio
  - Alaskaströmmen
  - Arktiska konvergensen
  - Norra stillahavsströmmen
  - Kalifornienströmmen
  - Norra ekvatorialströmmen
  - Kuroshio (Japanströmmen)
  - Ekvatoriella motströmmen
  - Södra ekvatorialströmmen
  - Östaustraliska strömmen
  - Humboldtströmmen
  - Västvinddriften

- Indiska oceanen
  - Agulhasströmmen
  - Ekvatoriella motströmmen
  - Indonesiska genomflödet
  - Leeuwinströmmen (?)
  - Madagaskarströmmen
  - Mocamiqueströmmen
  - Somaliska strömmen
  - Sydaustraliska motströmmen (Södra australiska strömmen)
  - Södra ekvatorialströmmen
  - Västaustraliska strömmen
  - Västvinddriften
  - Östra Madagaskar-strömmen (Östmadgaskarströmmen)

- Antarktiska oceanen
  - Antarktiska cirkumpolarströmmen